# Kofaktory
Kofaktory (z łac. co- 'współ-' i factor 'sprawca' od facere 'czynić') – związki chemiczne, które są potrzebne enzymom do katalizowania konkretnych reakcji chemicznych.
Apoenzym i kofaktor tworzą katalitycznie aktywny enzym, nazywany holoenzymem.
Kofaktory można podzielić na:
- grupy prostetyczne – silnie, kowalencyjnie związane z apoenzymami
- koenzymy – luźno, niekowalencyjnie związane

Część kofaktorów to związki nieorganiczne lub jony metali, np. cynku, żelaza lub miedzi. Inne to związki organiczne, na przykład witaminy. Enzymy z kofaktorami są zdolne do przeprowadzania reakcji biochemicznych, dla których przeprowadzania nie wyewoluowały enzymy złożone tylko z 20 aminokwasów białkowych.